# Liste du patrimoine immobilier classé de Rixensart
Cette page regroupe l'ensemble du patrimoine immobilier classé de la commune belge de Rixensart.
| Objet | Année de construction / Architecte | Adresse                 | Section communale | Coordonnées                      | Numéro d’inventaire | Illustration |
| --- | ---------------------------------- | ----------------------- | ----------------- | -------------------------------- | ------------------- | --- |
| Château de Rixensart avec ses dépendances |                                    |                         |                   | 50° 42′ 56″ nord, 4° 32′ 10″ est | 25091-CLT-0001-01   | Château de Rixensart avec ses dépendances                                                                                 |
| Château de Rixensart et terrains environnants |                                    |                         |                   | 50° 43′ 26″ nord, 4° 32′ 42″ est | 25091-CLT-0002-01   | Château de Rixensart et terrains environnants                                                                             |
| Chapelle et les arbres qui l'entourent, à la jonction des rues de Bruxelles et du Tilleul |                                    |                         |                   | 50° 44′ 18″ nord, 4° 33′ 10″ est | 25091-CLT-0003-01   | Image manquanteTéléverser                                                                                                 |
| La Grande Bruyère |                                    |                         |                   | 50° 43′ 07″ nord, 4° 30′ 41″ est | 25091-CLT-0005-01   | Image manquanteTéléverser                                                                                                 |
| Vallée de la Lasne |                                    |                         |                   | 50° 43′ 26″ nord, 4° 32′ 42″ est | 25091-CLT-0006-01   | Image manquanteTéléverser                                                                                                 |
| Marais de Genval, situé au confluent des rivières la Lasne et l'Argentine |                                    |                         |                   | 50° 43′ 34″ nord, 4° 31′ 41″ est | 25091-CLT-0007-01   | Image manquanteTéléverser                                                                                                 |
| Berge de la rive gauche de la Lasne, parcelle triangulaire du confluent de la Lasne et de l'Argentine et une zone tampon entre les parties humides et la rue de Limalsart |                                    |                         |                   | 50° 43′ 34″ nord, 4° 31′ 41″ est | 25091-CLT-0008-01   | Image manquanteTéléverser                                                                                                 |
| Certaines parties de l'immeuble Villa Beau Site, avenue des Combattants, n°17, à savoir : la toiture, les quatre façades y compris le perron latéral d'accès, la verrière recouvrant ce perron et la balustrade située en avant de la façade à rue; les revêtements de plafond, murs et sol du hall d'entrée au rez-de-chaussée y compris les portes et les quincailleries, l'ensemble du revêtement mural et le lavabo du petit local sanitaire qui prolonge le hall d'entrée, les portes en pich-pin du deuxième étage y compris les quincailleries (M). |                                    |                         |                   | 50° 43′ 00″ nord, 4° 30′ 06″ est | 25091-CLT-0009-01   | Villa Beau Site |
| La perche couverte (tir-à-l'arc) |                                    | Rue Auguste Lannoye, 32 | Genval            | 50° 43′ 23″ nord, 4° 30′ 48″ est | 25091-CLT-0015-01   | La perche couverte (tir-à-l'arc)                                                                                          |
| Les façades et toitures du château des Princes de Mérode à l'exclusion des dépendances et de l'église Sainte-Croix (1937) |                                    |                         |                   | 50° 42′ 56″ nord, 4° 32′ 10″ est | 25091-PEX-0001-04   | Les façades et toitures du château des Princes de Mérode à l'exclusion des dépendances et de l'église Sainte-Croix (1937) |